# Africallagma cuneistigma
Africallagma cuneistigma és una espècie d'odonat zigòpter de la família Coenagrionidae.

## Hàbitat
Viu als rius i boscos de muntanya tropicals i/o subtropicals humits.

## Distribució geogràfica
Es troba a les muntanyes Chimanimani (Zimbàbue).

## Estat de conservació
Les seues principals amenaces són la desforestació, la introducció d'espècies exòtiques (arbres i peixos, com ara la truita de riu), la fragmentació de les poblacions i l'escàs territori que ocupa.